# Anne Terpstra
Anne Terpstra (Zierikzee, 5 de gener de 1991) és una esportista neerlandesa que competeix en ciclisme de muntanya en la disciplina de cross-country olímpic.
Va guanyar quatre medalles en el Campionat Europeu de Ciclisme de Muntanya entre els anys 2012 i 2020.

## Palmarès internacional
| Campionat Europeu | Campionat Europeu      | Campionat Europeu | Campionat Europeu        | Campionat Europeu |
| Any               | Lloc                   | Medalla           | Competició               | Abreviatura       |
| ----------------- | ---------------------- | ----------------- | ------------------------ | ----------------- |
| 2012              | Moscou ( Rússia)       | 3                 | Cross-country relay      | XCR               |
| 2016              | Huskvarna ( Suècia)    | 2                 | Cross-country eliminator | XCE               |
| 2017              | Darfo Boario ( Itàlia) | 3                 | Cross-country eliminator | XCE               |
| 2020              | Monteceneri ( Suïssa)  | 2                 | Cross-country olímpic    | XCO               |